# 2015-ös WTA-szezon
A 2015-ös WTA-szezon a WTA, azaz a női profi teniszezők nemzetközi szövetsége által megszervezett versenysorozat 2015-ös évada volt. A szezon magába foglalta a Nemzetközi Teniszszövetség (ITF) által felügyelt Grand Slam-tornákat, a Premier tornákat, az International tornákat, az ITF által szervezett Fed-kupát, s a két év végi versenyt, a világbajnokságot és a bajnokok tornáját. 2015-ben a versenynaptár része volt az ITF által szervezett Hopman-kupa is, amelyért azonban ranglistapontok nem jártak.

## Az év kiemelkedő magyar eredményei
Babos Tímea egyéniben döntőt játszott Marrákesben, párosban győzött Dubajban, Marrákesben és Rómában, vegyes párosban döntőt játszott Wimbledonban.

## Versenynaptár
| Grand Slam-tornák     |
| WTA Premier Mandatory |
| WTA Premier 5         |
| WTA Premier           |
| WTA International     |
| WTA Finals            |
| WTA Elite Trophy      |
| Csapatversenyek       |

### Január
| Kezdés              | Torna | Győztesek                                          | Ellenfelek a döntőben                | Elődöntősök                                               | Negyeddöntősök                                                           |
| ------------------- | --- | -------------------------------------------------- | ------------------------------------ | --------------------------------------------------------- | ------------------------------------------------------------------------ |
| Január 5            | Hopman-kupa Perth, Ausztrália ITF Vegyes csapatok bajnoksága $1,000,000 – Kemény (f) – 8 csapat (Körmérkőzés) | Lengyelország · 2–1                                | Amerikai Egyesült Államok            | Körmérkőzés (A csoport) Kanada · Csehország · Olaszország | Körmérkőzés (B csoport) Ausztrália · Franciaország · Egyesült Királyság  |
| Január 5            | Brisbane International Brisbane, Ausztrália WTA Premier $1,000,000 – Kemény – 30S/32Q/16D                     | Marija Sarapova 6–7(4–7), 6–3, 6–3                 | Ana Ivanović                         | Elina Szvitolina Varvara Lepchenko                        | Carla Suárez Navarro Angelique Kerber Alla Kudrjavceva Kaia Kanepi       |
| Január 5            | Brisbane International Brisbane, Ausztrália WTA Premier $1,000,000 – Kemény – 30S/32Q/16D                     | Martina Hingis Sabine Lisicki 6–2, 7–5             | Caroline Garcia Katarina Srebotnik   | Elina Szvitolina Varvara Lepchenko                        | Carla Suárez Navarro Angelique Kerber Alla Kudrjavceva Kaia Kanepi       |
| Január 5            | Shenzhen Open Sencsen, Kína WTA International $500,000 – Kemény – 32S/16Q/16D                                 | Simona Halep 6–2, 6–2                              | Bacsinszky Tímea                     | Cseng Szaj-szaj Petra Kvitová                             | Aleksandra Krunić Zarina Diyas Vera Zvonarjova Tereza Smitková           |
| Január 5            | Shenzhen Open Sencsen, Kína WTA International $500,000 – Kemény – 32S/16Q/16D                                 | Ljudmila Kicsenok Nagyija Kicsenok 6–4, 7–6(8–6)   | Liang Csen Vang Ja-fan               | Cseng Szaj-szaj Petra Kvitová                             | Aleksandra Krunić Zarina Diyas Vera Zvonarjova Tereza Smitková           |
| Január 5            | ASB Classic Auckland, Új-Zéland WTA International $250,000 – Kemény – 32S/32Q/16D                             | Venus Williams 2–6, 6–3, 6–3                       | Caroline Wozniacki                   | Barbora Strýcová Lauren Davis                             | Julia Görges Coco Vandeweghe Jelena Vesznyina Urszula Radwańska          |
| Január 5            | ASB Classic Auckland, Új-Zéland WTA International $250,000 – Kemény – 32S/32Q/16D                             | Sara Errani Roberta Vinci 6–2, 6–1                 | Aojama Suko Renata Voráčová          | Barbora Strýcová Lauren Davis                             | Julia Görges Coco Vandeweghe Jelena Vesznyina Urszula Radwańska          |
| Január 12           | Apia International Sydney Sydney, Ausztrália WTA Premier $731,000 – Kemény – 30S/32Q/16D                      | Petra Kvitová 7–6(7–5), 7–6(8–6)                   | Karolína Plíšková                    | Angelique Kerber Cvetana Pironkova                        | Carla Suárez Navarro Garbiñe Muguruza Barbora Strýcová Jarmila Gajdošová |
| Január 12           | Apia International Sydney Sydney, Ausztrália WTA Premier $731,000 – Kemény – 30S/32Q/16D                      | Bethanie Mattek-Sands Szánija Mirza 6–3, 6–3       | Raquel Kops-Jones Abigail Spears     | Angelique Kerber Cvetana Pironkova                        | Carla Suárez Navarro Garbiñe Muguruza Barbora Strýcová Jarmila Gajdošová |
| Január 12           | Hobart International Hobart, Ausztrália WTA International $250,000 – Kemény – 32S/32Q/16D                     | Heather Watson 6–3, 6–4                            | Madison Brengle                      | Nara Kurumi Alison Riske                                  | Karin Knapp Camila Giorgi Roberta Vinci Zarina Diyas                     |
| Január 12           | Hobart International Hobart, Ausztrália WTA International $250,000 – Kemény – 32S/32Q/16D                     | Kiki Bertens Johanna Larsson 7–5, 6–3              | Vitalija Gyjacsenko Monica Niculescu | Nara Kurumi Alison Riske                                  | Karin Knapp Camila Giorgi Roberta Vinci Zarina Diyas                     |
| Január 19 Január 26 | 2015-ös Australian Open Melbourne, Ausztrália Grand Slam $12,122,762 – Kemény 128S/96Q/64D/32X                | Serena Williams 6–3, 7–6(7–5)                      | Marija Sarapova                      | Madison Keys Jekatyerina Makarova                         | Dominika Cibulková Venus Williams Simona Halep Eugenie Bouchard          |
| Január 19 Január 26 | 2015-ös Australian Open Melbourne, Ausztrália Grand Slam $12,122,762 – Kemény 128S/96Q/64D/32X                | Bethanie Mattek-Sands Lucie Šafářová 6–4, 7–6(7–5) | Csan Jung-zsan Cseng Csie            | Madison Keys Jekatyerina Makarova                         | Dominika Cibulková Venus Williams Simona Halep Eugenie Bouchard          |
| Január 19 Január 26 | 2015-ös Australian Open Melbourne, Ausztrália Grand Slam $12,122,762 – Kemény 128S/96Q/64D/32X                | Martina Hingis Lijendar Pedzs 6–4, 6–3             | Kristina Mladenovic Daniel Nestor    | Madison Keys Jekatyerina Makarova                         | Dominika Cibulková Venus Williams Simona Halep Eugenie Bouchard          |

### Február
| Kezdőnap   | Torna | Győztesek                                                                               | Ellenfelek a döntőben                                              | Elődöntősök                          | Negyeddöntősök                                                           |
| ---------- | --- | --------------------------------------------------------------------------------------- | ------------------------------------------------------------------ | ------------------------------------ | ------------------------------------------------------------------------ |
| Február 2  | Fed-kupa negyeddöntők Québec, Kanada – Kemény (f) Genova, Olaszország – Salak (f) Krakkó, Lengyelország – Kemény (f) Stuttgart, Németország – Kemény (f) | Negyeddöntők nyertesei Csehország 4–0 Franciaország 3–2 Oroszország 4–0 Németország 4–1 | Negyeddöntők vesztesei Kanada Olaszország Lengyelország Ausztrália |                                      |                                                                          |
| Február 9  | BNP Paribas Fortis Diamond Games Antwerpen, Belgium WTA Premier $731,000 – Kemény (f) – 28S/32Q/16D Egyéni – Páros                                       | Andrea Petković Ellenfél nélkül                                                         | Carla Suárez Navarro                                               | Barbora Strýcová Karolína Plíšková   | Mona Barthel Dominika Cibulková Lucie Šafářová Francesca Schiavone       |
| Február 9  | BNP Paribas Fortis Diamond Games Antwerpen, Belgium WTA Premier $731,000 – Kemény (f) – 28S/32Q/16D Egyéni – Páros                                       | Anabel Medina Garrigues Arantxa Parra Santonja 6–4, 3–6, [10–5]                         | An-Sophie Mestach Alison Van Uytvanck                              | Barbora Strýcová Karolína Plíšková   | Mona Barthel Dominika Cibulková Lucie Šafářová Francesca Schiavone       |
| Február 9  | PTT Thailand Open Pattaja, Thaiföld WTA International $250,000 – Kemény – 32S/16Q/16D Egyéni – Páros                                                     | Daniela Hantuchová 3–6, 6–3, 6–4                                                        | Ajla Tomljanović                                                   | Mónica Puig Marina Eraković          | Doi Miszaki Jevgenyija Rogyina Tuan Jing-jing Vera Zvonarjova            |
| Február 9  | PTT Thailand Open Pattaja, Thaiföld WTA International $250,000 – Kemény – 32S/16Q/16D Egyéni – Páros                                                     | Csan Hao-csing Csan Jung-zsan 2–6, 6–4, [10–3]                                          | Aojama Suko Tamarine Tanasugarn                                    | Mónica Puig Marina Eraković          | Doi Miszaki Jevgenyija Rogyina Tuan Jing-jing Vera Zvonarjova            |
| Február 16 | Dubai Tennis Championships Dubaj, Egyesült Aram Emírségek WTA Premier 5 $2,513,000 – Kemény – 54S/32Q/28D Egyéni – Páros                                 | Simona Halep 6–4, 7–6(7–4)                                                              | Karolína Plíšková                                                  | Caroline Wozniacki Garbiñe Muguruza  | Jekatyerina Makarova Flavia Pennetta Lucie Šafářová Carla Suárez Navarro |
| Február 16 | Dubai Tennis Championships Dubaj, Egyesült Aram Emírségek WTA Premier 5 $2,513,000 – Kemény – 54S/32Q/28D Egyéni – Páros                                 | Babos Tímea Kristina Mladenovic 6–3, 6–2                                                | Garbiñe Muguruza Carla Suárez Navarro                              | Caroline Wozniacki Garbiñe Muguruza  | Jekatyerina Makarova Flavia Pennetta Lucie Šafářová Carla Suárez Navarro |
| Február 16 | Rio Open Rio de Janeiro, Brazília WTA International $250,000 – Salak (Vörös) – 32S/24Q/16D Egyéni – Páros                                                | Sara Errani 7–6(7–2), 6–1                                                               | Anna Karolína Schmiedlová                                          | Johanna Larsson Irina-Camelia Begu   | Beatriz Haddad Maia Dinah Pfizenmaier Verónica Cepede Royg Julia Glushko |
| Február 16 | Rio Open Rio de Janeiro, Brazília WTA International $250,000 – Salak (Vörös) – 32S/24Q/16D Egyéni – Páros                                                | Ysaline Bonaventure Rebecca Peterson 3–0, retired                                       | Irina-Camelia Begu María Irigoyen                                  | Johanna Larsson Irina-Camelia Begu   | Beatriz Haddad Maia Dinah Pfizenmaier Verónica Cepede Royg Julia Glushko |
| Február 23 | Qatar Total Open Doha, Qatar WTA Premier $731,000 – Kemény – 28S/32Q/16D Egyéni – Páros                                                                  | Lucie Šafářová 6–4, 6–3                                                                 | Viktorija Azaranka                                                 | Carla Suárez Navarro Venus Williams  | Petra Kvitová Andrea Petković Agnieszka Radwańska Caroline Wozniacki     |
| Február 23 | Qatar Total Open Doha, Qatar WTA Premier $731,000 – Kemény – 28S/32Q/16D Egyéni – Páros                                                                  | Raquel Kops-Jones Abigail Spears 6–4, 6–4                                               | Hszie Su-vej Szánija Mirza                                         | Carla Suárez Navarro Venus Williams  | Petra Kvitová Andrea Petković Agnieszka Radwańska Caroline Wozniacki     |
| Február 23 | Abierto Mexicano Telcel Acapulco, Mexikó WTA International $250,000 – Kemény – 32S/32Q/16D Egyéni – Páros                                                | Bacsinszky Tímea 6–3, 6–0                                                               | Caroline Garcia                                                    | Marija Sarapova Szeszil Karatancseva | Magdaléna Rybáriková Mirjana Lučić-Baroni Johanna Larsson Mónica Puig    |
| Február 23 | Abierto Mexicano Telcel Acapulco, Mexikó WTA International $250,000 – Kemény – 32S/32Q/16D Egyéni – Páros                                                | Lara Arruabarrena Vecino María Teresa Torró Flor 7–6(7–2), 5–7, [13–11]                 | Andrea Hlaváčková Lucie Hradecká                                   | Marija Sarapova Szeszil Karatancseva | Magdaléna Rybáriková Mirjana Lučić-Baroni Johanna Larsson Mónica Puig    |

### Március
| Kezdőnap              | Torna | Győztesek                                           | Ellenfelek a döntőben                 | Elődöntősök                    | Negyeddöntősök                                                                         |
| --------------------- | --- | --------------------------------------------------- | ------------------------------------- | ------------------------------ | -------------------------------------------------------------------------------------- |
| Március 2             | Monterrey Open Monterrey, Mexikó WTA International $500,000 – Kemény – 32S/32Q/16D Egyéni – Páros                               | Bacsinszky Tímea 4–6, 6–2, 6–4                      | Caroline Garcia                       | Ana Ivanović Sara Errani       | Kristina Mladenovic Magdaléna Rybáriková Urszula Radwańska Anasztaszija Pavljucsenkova |
| Március 2             | Monterrey Open Monterrey, Mexikó WTA International $500,000 – Kemény – 32S/32Q/16D Egyéni – Páros                               | Gabriela Dabrowski Alicja Rosolska 6–3, 2–6, [10–3] | Anastasia Rodionova Arina Rodionova   | Ana Ivanović Sara Errani       | Kristina Mladenovic Magdaléna Rybáriková Urszula Radwańska Anasztaszija Pavljucsenkova |
| Március 2             | Malaysian Open Kuala Lumpur, Malájzia WTA International $250,000 – Kemény – 32S/24Q/16D Egyéni – Páros                          | Caroline Wozniacki 4–6, 6–2, 6–1                    | Alexandra Dulgheru                    | Hszie Su-vej Jarmila Gajdošová | Carina Witthöft Jelizaveta Kulicskova Nara Kurumi Julia Görges                         |
| Március 2             | Malaysian Open Kuala Lumpur, Malájzia WTA International $250,000 – Kemény – 32S/24Q/16D Egyéni – Páros                          | Liang Csen Vang Ja-fan 4–6, 6–3, [10–4]             | Julija Bejhelzimer Olha Szavcsuk      | Hszie Su-vej Jarmila Gajdošová | Carina Witthöft Jelizaveta Kulicskova Nara Kurumi Julia Görges                         |
| Március 9 Március 16  | BNP Paribas Open Indian Wells, Amerikai Egyesült Államok WTA Premier Mandatory $6,157,160 – Kemény – 96S/48Q/32D Egyéni – Páros | Simona Halep 2–6, 7–5, 6–4                          | Jelena Janković                       | Serena Williams Sabine Lisicki | Bacsinszky Tímea Carla Suárez Navarro Leszija Curenko Flavia Pennetta                  |
| Március 9 Március 16  | BNP Paribas Open Indian Wells, Amerikai Egyesült Államok WTA Premier Mandatory $6,157,160 – Kemény – 96S/48Q/32D Egyéni – Páros | Martina Hingis Szánija Mirza 6–3, 6–4               | Jekatyerina Makarova Jelena Vesznyina | Serena Williams Sabine Lisicki | Bacsinszky Tímea Carla Suárez Navarro Leszija Curenko Flavia Pennetta                  |
| Március 23 Március 30 | Miami Open Miami, Amerikai Egyesült Államok WTA Premier Mandatory $6,157,160 – Kemény – 96S/48Q/32D Egyéni – Páros              | Serena Williams 6–2, 6–0                            | Carla Suárez Navarro                  | Simona Halep Andrea Petković   | Sabine Lisicki Sloane Stephens Venus Williams Karolína Plíšková                        |
| Március 23 Március 30 | Miami Open Miami, Amerikai Egyesült Államok WTA Premier Mandatory $6,157,160 – Kemény – 96S/48Q/32D Egyéni – Páros              | Martina Hingis Szánija Mirza 7–5, 6–1               | Jekatyerina Makarova Jelena Vesznyina | Simona Halep Andrea Petković   | Sabine Lisicki Sloane Stephens Venus Williams Karolína Plíšková                        |

### Április
| Kezdőnap   | Torna | Győztesek                                                     | Ellenfelek a döntőben                            | Elődöntősök                                   | Negyeddöntősök                                                        |
| ---------- | --- | ------------------------------------------------------------- | ------------------------------------------------ | --------------------------------------------- | --------------------------------------------------------------------- |
| Április 6  | Family Circle Cup Charleston, Amerikai Egyesült Államok WTA Premier $731,000 – Salak (Zöld) – 56S/32Q/16D Egyéni – Páros | Angelique Kerber 6–2, 4–6, 7–5                                | Madison Keys                                     | Lucie Hradecká Andrea Petković                | Lauren Davis Sara Errani Danka Kovinić Irina-Camelia Begu             |
| Április 6  | Family Circle Cup Charleston, Amerikai Egyesült Államok WTA Premier $731,000 – Salak (Zöld) – 56S/32Q/16D Egyéni – Páros | Martina Hingis Szánija Mirza 6–0, 6–4                         | Casey Dellacqua Darija Jurak                     | Lucie Hradecká Andrea Petković                | Lauren Davis Sara Errani Danka Kovinić Irina-Camelia Begu             |
| Április 6  | Katowice Open Katowice, Lengyelország WTA International $250,000 – Kemény (f) – 32S/32Q/16D Egyéni – Páros               | Anna Karolína Schmiedlová 6–4, 6–3                            | Camila Giorgi                                    | Agnieszka Radwańska Alison Van Uytvanck       | Klára Koukalová Jelizaveta Kulicskova Kirsten Flipkens Alizé Cornet   |
| Április 6  | Katowice Open Katowice, Lengyelország WTA International $250,000 – Kemény (f) – 32S/32Q/16D Egyéni – Páros               | Ysaline Bonaventure Demi Schuurs 7–5, 4–6, [10–6]             | Gioia Barbieri Karin Knapp                       | Agnieszka Radwańska Alison Van Uytvanck       | Klára Koukalová Jelizaveta Kulicskova Kirsten Flipkens Alizé Cornet   |
| Április 13 | Fed-kupa elődöntők Ostrava, Csehország – Kemény (f) Szocsi, Oroszország – Salak (f)                                      | Az elődöntők győztesei Csehország 3–1 Oroszország 3–2         | Az elődöntők vesztesei Franciaország Németország |                                               |                                                                       |
| Április 13 | Copa Colsanitas Bogotá, Kolumbia WTA International $250,000 – Salak (Vörös) – 32S/24Q/16D Egyéni – Páros                 | Teliana Pereira 7–6(7–2), 6–1                                 | Jaroszlava Svedova                               | Elina Szvitolina Mariana Duque Mariño         | Irina Falconi Lourdes Domínguez Lino Julia Glushko Mónica Puig        |
| Április 13 | Copa Colsanitas Bogotá, Kolumbia WTA International $250,000 – Salak (Vörös) – 32S/24Q/16D Egyéni – Páros                 | Paula Cristina Gonçalves Beatriz Haddad Maia 6–3, 3–6, [10–6] | Irina Falconi Shelby Rogers                      | Elina Szvitolina Mariana Duque Mariño         | Irina Falconi Lourdes Domínguez Lino Julia Glushko Mónica Puig        |
| Április 20 | Porsche Tennis Grand Prix Stuttgart, Németország WTA Premier $731,000 – Salak (Vörös) (f) – 28S/32Q/16D Egyéni – Páros   | Angelique Kerber 3–6, 6–1, 7–5                                | Caroline Wozniacki                               | Madison Brengle Simona Halep                  | Jekatyerina Makarova Caroline Garcia Carla Suárez Navarro Sara Errani |
| Április 20 | Porsche Tennis Grand Prix Stuttgart, Németország WTA Premier $731,000 – Salak (Vörös) (f) – 28S/32Q/16D Egyéni – Páros   | Bethanie Mattek-Sands Lucie Šafářová 6–4, 6–3                 | Caroline Garcia Katarina Srebotnik               | Madison Brengle Simona Halep                  | Jekatyerina Makarova Caroline Garcia Carla Suárez Navarro Sara Errani |
| Április 27 | Marrakech Grand Prix Marrákes, Marokkó WTA International $250,000 – Salak (Vörös) – 32S/32Q/16D Egyéni – Páros           | Elina Szvitolina 7–5, 7–6(7–3)                                | Babos Tímea                                      | Kristina Mladenovic Anna Karolína Schmiedlová | Lara Arruabarrena Vecino Flavia Pennetta Karin Knapp Bacsinszky Tímea |
| Április 27 | Marrakech Grand Prix Marrákes, Marokkó WTA International $250,000 – Salak (Vörös) – 32S/32Q/16D Egyéni – Páros           | Babos Tímea Kristina Mladenovic 6–1, 7–6(7–5)                 | Laura Siegemund Maryna Zanevska                  | Kristina Mladenovic Anna Karolína Schmiedlová | Lara Arruabarrena Vecino Flavia Pennetta Karin Knapp Bacsinszky Tímea |
| Április 27 | Prague Open Prága, Csehország WTA International $250,000 – Salak (Vörös) – 32S/32Q/16D Egyéni – Páros                    | Karolína Plíšková 4–6, 7–5, 6–3                               | Lucie Hradecká                                   | Yanina Wickmayer Kateřina Siniaková           | Denisa Allertová Danka Kovinić Barbora Strýcová Klára Koukalová       |
| Április 27 | Prague Open Prága, Csehország WTA International $250,000 – Salak (Vörös) – 32S/32Q/16D Egyéni – Páros                    | Belinda Bencic Kateřina Siniaková 6–2, 6–2                    | Katerina Bondarenko Eva Hrdinová                 | Yanina Wickmayer Kateřina Siniaková           | Denisa Allertová Danka Kovinić Barbora Strýcová Klára Koukalová       |

### Május
| Kezdőnap          | Torna | Győztesek                                                | Ellenfelek a döntőben                 | Elődöntősök                               | Negyeddöntősök                                                            |
| ----------------- | --- | -------------------------------------------------------- | ------------------------------------- | ----------------------------------------- | ------------------------------------------------------------------------- |
| Május 4           | Madrid Masters Madrid, Spain WTA Premier Mandatory €4,185,405 – Salak (Vörös) – 64S/32Q/28D Egyéni – Páros                     | Petra Kvitová 6–1, 6–2                                   | Szvetlana Kuznyecova                  | Serena Williams Marija Sarapova           | Carla Suárez Navarro Irina-Camelia Begu Caroline Wozniacki Lucie Šafářová |
| Május 4           | Madrid Masters Madrid, Spain WTA Premier Mandatory €4,185,405 – Salak (Vörös) – 64S/32Q/28D Egyéni – Páros                     | Casey Dellacqua Jaroszlava Svedova 6–3, 6–7(4–7), [10–5] | Garbiñe Muguruza Carla Suárez Navarro | Serena Williams Marija Sarapova           | Carla Suárez Navarro Irina-Camelia Begu Caroline Wozniacki Lucie Šafářová |
| Május 11          | Internazionali BNL d'Italia Róma, Olaszország WTA Premier 5 $2,183,600 – Salak (Vörös) – 56S/32Q/28D Egyéni – Páros            | Marija Sarapova 4–6, 7–5, 6–1                            | Carla Suárez Navarro                  | Darija Gavrilova Simona Halep             | Christina McHale Viktorija Azaranka Petra Kvitová Alexandra Dulgheru      |
| Május 11          | Internazionali BNL d'Italia Róma, Olaszország WTA Premier 5 $2,183,600 – Salak (Vörös) – 56S/32Q/28D Egyéni – Páros            | Babos Tímea Kristina Mladenovic 6–4, 6–3                 | Martina Hingis Szánija Mirza          | Darija Gavrilova Simona Halep             | Christina McHale Viktorija Azaranka Petra Kvitová Alexandra Dulgheru      |
| Május 18          | Internationaux de Strasbourg Strasbourg, Franciaország WTA International $250,000 – Salak (Vörös) – 32S/24Q/16D Egyéni – Páros | Samantha Stosur 3–6, 6–2, 6–3                            | Kristina Mladenovic                   | Virginie Razzano Sloane Stephens          | Madison Keys Jelena Vesznyina Ajla Tomljanović Jelena Janković            |
| Május 18          | Internationaux de Strasbourg Strasbourg, Franciaország WTA International $250,000 – Salak (Vörös) – 32S/24Q/16D Egyéni – Páros | Csuang Csia-zsung Liang Csen 4–6, 6–4, [12–10]           | Nagyija Kicsenok Cseng Szaj-szaj      | Virginie Razzano Sloane Stephens          | Madison Keys Jelena Vesznyina Ajla Tomljanović Jelena Janković            |
| Május 18          | Nuremberg Cup Nürnberg, Németország WTA International $250,000 – Salak (Vörös) – 32S/24Q/16D Egyéni – Páros                    | Karin Knapp 7–6(7–5), 4–6, 6–1                           | Roberta Vinci                         | Lara Arruabarrena Vecino Angelique Kerber | Julija Putyinceva Carina Witthöft Nara Kurumi Doi Miszaki                 |
| Május 18          | Nuremberg Cup Nürnberg, Németország WTA International $250,000 – Salak (Vörös) – 32S/24Q/16D Egyéni – Páros                    | Csan Hao-csing Anabel Medina Garrigues 6–2, 7–6(7–5)     | Lara Arruabarrena Vecino Raluca Olaru | Lara Arruabarrena Vecino Angelique Kerber | Julija Putyinceva Carina Witthöft Nara Kurumi Doi Miszaki                 |
| Május 25 Június 1 | Roland Garros Párizs, Franciaország Grand Slam $11,315,740 – Salak (Vörös) 128S/96Q/64D/32X Egyéni – Páros – Vegyes páros      | Serena Williams 6–3, 6–7(2–7), 6–2                       | Lucie Šafářová                        | Bacsinszky Tímea Ana Ivanović             | Sara Errani Alison Van Uytvanck Elina Szvitolina Garbiñe Muguruza         |
| Május 25 Június 1 | Roland Garros Párizs, Franciaország Grand Slam $11,315,740 – Salak (Vörös) 128S/96Q/64D/32X Egyéni – Páros – Vegyes páros      | Bethanie Mattek-Sands Lucie Šafářová 3–6, 6–4, 6–2       | Casey Dellacqua Jaroszlava Svedova    | Bacsinszky Tímea Ana Ivanović             | Sara Errani Alison Van Uytvanck Elina Szvitolina Garbiñe Muguruza         |
| Május 25 Június 1 | Roland Garros Párizs, Franciaország Grand Slam $11,315,740 – Salak (Vörös) 128S/96Q/64D/32X Egyéni – Páros – Vegyes páros      | Bethanie Mattek-Sands Mike Bryan 7–6(7–3), 6–1           | Lucie Hradecká Marcin Matkowski       | Bacsinszky Tímea Ana Ivanović             | Sara Errani Alison Van Uytvanck Elina Szvitolina Garbiñe Muguruza         |

### Június
| Kezdőnap           | Torna | Győztesek                                         | Ellenfelek a döntőben                       | Elődöntősök                         | Negyeddöntősök                                                          |
| ------------------ | --- | ------------------------------------------------- | ------------------------------------------- | ----------------------------------- | ----------------------------------------------------------------------- |
| Június 8           | Nottingham Open Nottingham, Nagy-Britannia WTA International $250,000 – Fű – 32S/32Q/16D Egyéni – Páros         | Ana Konjuh 1–6, 6–4, 6–2                          | Monica Niculescu                            | Agnieszka Radwańska Alison Riske    | Lauren Davis Konta Johanna Yanina Wickmayer Sachia Vickery              |
| Június 8           | Nottingham Open Nottingham, Nagy-Britannia WTA International $250,000 – Fű – 32S/32Q/16D Egyéni – Páros         | Raquel Kops-Jones Abigail Spears 3–6, 6–3, [11–9] | Jocelyn Rae Anna Smith                      | Agnieszka Radwańska Alison Riske    | Lauren Davis Konta Johanna Yanina Wickmayer Sachia Vickery              |
| Június 8           | Topshelf Open Rosmalen, Hollandia WTA International $250,000 – Fű – 32S/32Q/16D Egyéni – Páros                  | Camila Giorgi 7–5, 6–3                            | Belinda Bencic                              | Kiki Bertens Jelena Janković        | Jaroszlava Svedova Coco Vandeweghe Kristina Mladenovic Annika Beck      |
| Június 8           | Topshelf Open Rosmalen, Hollandia WTA International $250,000 – Fű – 32S/32Q/16D Egyéni – Páros                  | Asia Muhammad Laura Siegemund 6–3, 7–5            | Jelena Janković Anasztaszija Pavljucsenkova | Kiki Bertens Jelena Janković        | Jaroszlava Svedova Coco Vandeweghe Kristina Mladenovic Annika Beck      |
| Június 15          | AEGON Classic Birmingham, Nagy-Britannia WTA Premier $731,000 – Fű – 56S/32Q/16D Egyéni – Páros                 | Angelique Kerber 6–7(5–7), 6–3, 7–6(7–4)          | Karolína Plíšková                           | Kristina Mladenovic Sabine Lisicki  | Simona Halep Carla Suárez Navarro Kateřina Siniaková Daniela Hantuchová |
| Június 15          | AEGON Classic Birmingham, Nagy-Britannia WTA Premier $731,000 – Fű – 56S/32Q/16D Egyéni – Páros                 | Garbiñe Muguruza Carla Suárez Navarro 6–4, 6–4    | Andrea Hlaváčková Lucie Hradecká            | Kristina Mladenovic Sabine Lisicki  | Simona Halep Carla Suárez Navarro Kateřina Siniaková Daniela Hantuchová |
| Június 22          | AEGON International Eastbourne, Nagy-Britannia WTA Premier $731,000 – Fű – 48S/32Q/16D Egyéni – Páros           | Belinda Bencic 6–4, 4–6, 6–0                      | Agnieszka Radwańska                         | Sloane Stephens Caroline Wozniacki  | Darija Gavrilova Cvetana Pironkova Konta Johanna Andrea Petković        |
| Június 22          | AEGON International Eastbourne, Nagy-Britannia WTA Premier $731,000 – Fű – 48S/32Q/16D Egyéni – Páros           | Caroline Garcia Katarina Srebotnik 7–6(7–5), 6–2  | Csan Jung-zsan Cseng Csie                   | Sloane Stephens Caroline Wozniacki  | Darija Gavrilova Cvetana Pironkova Konta Johanna Andrea Petković        |
| Június 29 Július 6 | Wimbledon London, Nagy-Britannia Grand Slam $11,174,883 – Fű 128S/96Q/64D/16Q/48X Egyéni – Páros – Vegyes páros | Serena Williams 6–4, 6–4                          | Garbiñe Muguruza                            | Marija Sarapova Agnieszka Radwańska | Viktorija Azaranka Coco Vandeweghe Bacsinszky Tímea Madison Keys        |
| Június 29 Július 6 | Wimbledon London, Nagy-Britannia Grand Slam $11,174,883 – Fű 128S/96Q/64D/16Q/48X Egyéni – Páros – Vegyes páros | Martina Hingis Szánija Mirza 5–7, 7–6(7–4), 7–5   | Jekatyerina Makarova Jelena Vesznyina       | Marija Sarapova Agnieszka Radwańska | Viktorija Azaranka Coco Vandeweghe Bacsinszky Tímea Madison Keys        |
| Június 29 Július 6 | Wimbledon London, Nagy-Britannia Grand Slam $11,174,883 – Fű 128S/96Q/64D/16Q/48X Egyéni – Páros – Vegyes páros | Lijendar Pedzs Martina Hingis 6–1, 6–1            | Alexander Peya Babos Tímea                  | Marija Sarapova Agnieszka Radwańska | Viktorija Azaranka Coco Vandeweghe Bacsinszky Tímea Madison Keys        |

### Július
| Kezdőnap  | Torna | Győztesek                                          | Ellenfelek a döntőben                   | Elődöntősök                                | Negyeddöntősök                                                          |
| --------- | --- | -------------------------------------------------- | --------------------------------------- | ------------------------------------------ | ----------------------------------------------------------------------- |
| Július 13 | BRD Bucharest Open Bukarest, Románia WTA International $250,000 – Salak (Vörös) – 32S/32Q/16D Egyéni – Páros | Anna Karolína Schmiedlová 7–6(7–3), 6–3            | Sara Errani                             | Monica Niculescu Polona Hercog             | Ana Tatisvili Andreea Mitu Danka Kovinić Aleksandra Krunić              |
| Július 13 | BRD Bucharest Open Bukarest, Románia WTA International $250,000 – Salak (Vörös) – 32S/32Q/16D Egyéni – Páros | Okszana Kalasnikova Demi Schuurs 6–2, 6–2          | Andreea Mitu Patricia Maria Țig         | Monica Niculescu Polona Hercog             | Ana Tatisvili Andreea Mitu Danka Kovinić Aleksandra Krunić              |
| Július 13 | Swedish Open Båstad, Svédország WTA International $250,000 – Salak (Vörös) – 32S/24Q/16D Egyéni – Páros      | Johanna Larsson 6–3, 7–6(7–2)                      | Mona Barthel                            | Julija Putyinceva Lara Arruabarrena Vecino | Klára Koukalová Barbora Strýcová Rebecca Peterson Jana Čepelová         |
| Július 13 | Swedish Open Båstad, Svédország WTA International $250,000 – Salak (Vörös) – 32S/24Q/16D Egyéni – Páros      | Kiki Bertens Johanna Larsson 7–5, 6–4              | Tatjana Maria Olha Szavcsuk             | Julija Putyinceva Lara Arruabarrena Vecino | Klára Koukalová Barbora Strýcová Rebecca Peterson Jana Čepelová         |
| Július 20 | Istanbul Cup Isztambul, Törökország WTA International $250,000 – Kemény – 32S/24Q/16D Egyéni – Páros         | Leszija Curenko 7–5, 6–1                           | Urszula Radwańska                       | Kirsten Flipkens Magdaléna Rybáriková      | Katerina Bondarenko Francesca Schiavone Cvetana Pironkova Roberta Vinci |
| Július 20 | Istanbul Cup Isztambul, Törökország WTA International $250,000 – Kemény – 32S/24Q/16D Egyéni – Páros         | Darija Gavrilova Elina Szvitolina 5–7, 6–1, [10–4] | Çağla Büyükakçay Jelena Janković        | Kirsten Flipkens Magdaléna Rybáriková      | Katerina Bondarenko Francesca Schiavone Cvetana Pironkova Roberta Vinci |
| Július 20 | Gastein Ladies Bad Gastein, Ausztria WTA International $250,000 – Salak (Vörös) – 32S/24Q/16D Egyéni – Páros | Samantha Stosur 3–6, 7–6(7–3), 6–2                 | Karin Knapp                             | Sara Errani Anna Karolína Schmiedlová      | Darja Kaszatkina Polona Hercog Annika Beck Danka Kovinić                |
| Július 20 | Gastein Ladies Bad Gastein, Ausztria WTA International $250,000 – Salak (Vörös) – 32S/24Q/16D Egyéni – Páros | Danka Kovinić Stephanie Vogt 4–6, 6–4, [10–3]      | Lara Arruabarrena Vecino Lucie Hradecká | Sara Errani Anna Karolína Schmiedlová      | Darja Kaszatkina Polona Hercog Annika Beck Danka Kovinić                |
| Július 27 | Baku Cup Baku, Azerbajdzsán WTA International $250,000 – Kemény – 32S/24Q/16D Egyéni – Páros                 | Margarita Gaszparjan 6–3, 5–7, 6–0                 | Patricia Maria Țig                      | Anasztaszija Pavljucsenkova Karin Knapp    | Kirsten Flipkens Donna Vekić Jevgenyija Rogyina Alekszandra Panova      |
| Július 27 | Baku Cup Baku, Azerbajdzsán WTA International $250,000 – Kemény – 32S/24Q/16D Egyéni – Páros                 | Margarita Gaszparjan Alekszandra Panova 6–3, 7–5   | Vitalija Gyjacsenko Olha Szavcsuk       | Anasztaszija Pavljucsenkova Karin Knapp    | Kirsten Flipkens Donna Vekić Jevgenyija Rogyina Alekszandra Panova      |
| Július 27 | Brasil Tennis Cup Florianópolis, Brazília WTA International $250,000 – Salak – 32S/24Q/16D Egyéni – Páros    | Teliana Pereira 6–4, 4–6, 6–1                      | Annika Beck                             | Anastasija Sevastova Bethanie Mattek-Sands | María Teresa Torró Flor Laura Siegemund Gabriela Cé Tereza Martincová   |
| Július 27 | Brasil Tennis Cup Florianópolis, Brazília WTA International $250,000 – Salak – 32S/24Q/16D Egyéni – Páros    | Annika Beck Laura Siegemund 6–3, 7–6(7–1)          | María Irigoyen Paula Kania              | Anastasija Sevastova Bethanie Mattek-Sands | María Teresa Torró Flor Laura Siegemund Gabriela Cé Tereza Martincová   |

### Augusztus
| Kezdőnap                  | Torna | Győztesek                                        | Ellenfelek a döntőben                          | Elődöntősök                          | Negyeddöntősök                                                                    |
| ------------------------- | --- | ------------------------------------------------ | ---------------------------------------------- | ------------------------------------ | --------------------------------------------------------------------------------- |
| Augusztus 3               | Bank of the West Classic Stanford, Amerikai Egyesült Államok WTA Premier $731,000 – Kemény – 28S/16Q/16D Egyéni – Páros                     | Angelique Kerber 6–3, 5–7, 6–4                   | Karolína Plíšková                              | Varvara Lepchenko Elina Szvitolina   | Mona Barthel Ajla Tomljanović Alison Riske Agnieszka Radwańska                    |
| Augusztus 3               | Bank of the West Classic Stanford, Amerikai Egyesült Államok WTA Premier $731,000 – Kemény – 28S/16Q/16D Egyéni – Páros                     | Hszü Ji-fan Cseng Szaj-szaj 6–1, 6–3             | Anabel Medina Garrigues Arantxa Parra Santonja | Varvara Lepchenko Elina Szvitolina   | Mona Barthel Ajla Tomljanović Alison Riske Agnieszka Radwańska                    |
| Augusztus 3               | Citi Open Washington, Amerikai Egyesült Államok WTA International $250,000 – Kemény – 32S/16Q/16D Egyéni – Páros                            | Sloane Stephens 6–1, 6–2                         | Anasztaszija Pavljucsenkova                    | Jekatyerina Makarova Samantha Stosur | Irina-Camelia Begu Christina McHale Louisa Chirico Monica Niculescu               |
| Augusztus 3               | Citi Open Washington, Amerikai Egyesült Államok WTA International $250,000 – Kemény – 32S/16Q/16D Egyéni – Páros                            | Belinda Bencic Kristina Mladenovic 7–5, 7–6(9–7) | Lara Arruabarrena Vecino Andreja Klepač        | Jekatyerina Makarova Samantha Stosur | Irina-Camelia Begu Christina McHale Louisa Chirico Monica Niculescu               |
| Augusztus 10              | Rogers Cup Toronto, Kanada WTA Premier 5 $2,513,000 – Kemény – 56S/48Q/28D Egyéni – Páros                                                   | Belinda Bencic 7–6(7–5), 6–7(4–7), 3–0 ret.      | Simona Halep                                   | Serena Williams Sara Errani          | Roberta Vinci Ana Ivanović Leszija Curenko Agnieszka Radwańska                    |
| Augusztus 10              | Rogers Cup Toronto, Kanada WTA Premier 5 $2,513,000 – Kemény – 56S/48Q/28D Egyéni – Páros                                                   | Bethanie Mattek-Sands Lucie Šafářová 6–1, 6–2    | Caroline Garcia Katarina Srebotnik             | Serena Williams Sara Errani          | Roberta Vinci Ana Ivanović Leszija Curenko Agnieszka Radwańska                    |
| Augusztus 17              | Western & Southern Open Cincinnati, Amerikai Egyesült Államok WTA Premier 5 $2,701,240 – Kemény – 56S/48Q/28D Egyéni – Páros                | Serena Williams 6–3, 7–6(7–5)                    | Simona Halep                                   | Elina Szvitolina Jelena Janković     | Ana Ivanović Lucie Šafářová Anasztaszija Pavljucsenkova Anna Karolína Schmiedlová |
| Augusztus 17              | Western & Southern Open Cincinnati, Amerikai Egyesült Államok WTA Premier 5 $2,701,240 – Kemény – 56S/48Q/28D Egyéni – Páros                | Csan Hao-csing Csan Jung-zsan 7–5, 6–4           | Casey Dellacqua Jaroszlava Svedova             | Elina Szvitolina Jelena Janković     | Ana Ivanović Lucie Šafářová Anasztaszija Pavljucsenkova Anna Karolína Schmiedlová |
| Augusztus 24              | Connecticut Open New Haven, Amerikai Egyesült Államok WTA Premier $731,000 – Kemény – 30S/48Q/16D Egyéni – Páros                            | Petra Kvitová 6–7(6–8), 6–2, 6–2                 | Lucie Šafářová                                 | Leszija Curenko Caroline Wozniacki   | Karolína Plíšková Dominika Cibulková Caroline Garcia Agnieszka Radwańska          |
| Augusztus 24              | Connecticut Open New Haven, Amerikai Egyesült Államok WTA Premier $731,000 – Kemény – 30S/48Q/16D Egyéni – Páros                            | Julia Görges Lucie Hradecká 6–3, 6–1             | Csuang Csia-zsung Liang Csen                   | Leszija Curenko Caroline Wozniacki   | Karolína Plíšková Dominika Cibulková Caroline Garcia Agnieszka Radwańska          |
| Augusztus 31 Szeptember 7 | US Open (teniszbajnokság) New York, Amerikai Egyesült Államok Grand Slam $11,517,008 – Hard 128S/128Q/64D/32X Egyéni – Páros – Vegyes páros | Flavia Pennetta 7–6(7–4), 6–2                    | Roberta Vinci                                  | Serena Williams Simona Halep         | Venus Williams Kristina Mladenovic Petra Kvitová Viktorija Azaranka               |
| Augusztus 31 Szeptember 7 | US Open (teniszbajnokság) New York, Amerikai Egyesült Államok Grand Slam $11,517,008 – Hard 128S/128Q/64D/32X Egyéni – Páros – Vegyes páros | Martina Hingis Szánija Mirza 6–3, 6–3            | Casey Dellacqua Jaroszlava Svedova             | Serena Williams Simona Halep         | Venus Williams Kristina Mladenovic Petra Kvitová Viktorija Azaranka               |
| Augusztus 31 Szeptember 7 | US Open (teniszbajnokság) New York, Amerikai Egyesült Államok Grand Slam $11,517,008 – Hard 128S/128Q/64D/32X Egyéni – Páros – Vegyes páros | Martina Hingis Lijendar Pedzs 6–4, 3–6, [10–7]   | Bethanie Mattek-Sands Sam Querrey              | Serena Williams Simona Halep         | Venus Williams Kristina Mladenovic Petra Kvitová Viktorija Azaranka               |

### Szeptember
| Kezdőnap      | Torna | Győztesek                                                | Ellenfelek a döntőben               | Elődöntősök                                   | Negyeddöntősök                                                            |
| ------------- | --- | -------------------------------------------------------- | ----------------------------------- | --------------------------------------------- | ------------------------------------------------------------------------- |
| Szeptember 14 | Coupe Banque Nationale Québec, Kanada WTA International $250,000 – Kemény (f) – 32S/24Q/16D Egyéni – Páros         | Annika Beck 6–2, 6–2                                     | Jeļena Ostapenko                    | Naomi Broady Mirjana Lučić-Baroni             | Ana Tatisvili Paula Kania Lucie Hradecká Samantha Crawford                |
| Szeptember 14 | Coupe Banque Nationale Québec, Kanada WTA International $250,000 – Kemény (f) – 32S/24Q/16D Egyéni – Páros         | Barbora Krejčíková An-Sophie Mestach 4–6, 6–3, [12–10]   | María Irigoyen Paula Kania          | Naomi Broady Mirjana Lučić-Baroni             | Ana Tatisvili Paula Kania Lucie Hradecká Samantha Crawford                |
| Szeptember 14 | Japan Women's Open Tokió, Japan WTA International $250,000 – Kemény – 32S/32Q/16D Egyéni – Páros                   | Yanina Wickmayer 4–6, 6–3, 6–3                           | Magda Linette                       | Ajla Tomljanović Christina McHale             | Katerina Bondarenko Madison Brengle Cseng Szaj-szaj Hszie Su-vej          |
| Szeptember 14 | Japan Women's Open Tokió, Japan WTA International $250,000 – Kemény – 32S/32Q/16D Egyéni – Páros                   | Csan Hao-csing Csan Jung-zsan 6–1, 6–2                   | Doi Miszaki Nara Kurumi             | Ajla Tomljanović Christina McHale             | Katerina Bondarenko Madison Brengle Cseng Szaj-szaj Hszie Su-vej          |
| Szeptember 21 | Toray Pan Pacific Open Tokió, Japan WTA Premier $1,000,000 – Kemény – 28S/32Q/16D Egyéni – Páros                   | Agnieszka Radwańska 6–2, 6–2                             | Belinda Bencic                      | Caroline Wozniacki Dominika Cibulková         | Angelique Kerber Garbiñe Muguruza Karolína Plíšková Ana Ivanović          |
| Szeptember 21 | Toray Pan Pacific Open Tokió, Japan WTA Premier $1,000,000 – Kemény – 28S/32Q/16D Egyéni – Páros                   | Garbiñe Muguruza Carla Suárez Navarro 7–5, 6–1           | Csan Hao-csing Csan Jung-zsan       | Caroline Wozniacki Dominika Cibulková         | Angelique Kerber Garbiñe Muguruza Karolína Plíšková Ana Ivanović          |
| Szeptember 21 | Kia Korea Open Szöul, Dél-Korea WTA International $500,000 – Kemény – 32S/32Q/16D Egyéni – Páros                   | Irina-Camelia Begu 6–3, 6–1                              | Aljakszandra Szasznovics            | Alison Van Uytvanck Anna Karolína Schmiedlová | Johanna Larsson Jelizaveta Kulicskova Sloane Stephens Mona Barthel        |
| Szeptember 21 | Kia Korea Open Szöul, Dél-Korea WTA International $500,000 – Kemény – 32S/32Q/16D Egyéni – Páros                   | Lara Arruabarrena Vecino Andreja Klepač 2–6, 6–3, [10–6] | Kiki Bertens Johanna Larsson        | Alison Van Uytvanck Anna Karolína Schmiedlová | Johanna Larsson Jelizaveta Kulicskova Sloane Stephens Mona Barthel        |
| Szeptember 21 | Guangzhou International Women’s Open Kanton, Kína WTA International $250,000 – Kemény – 32S/24Q/16D Egyéni – Páros | Jelena Janković 6–2, 6–0                                 | Denisa Allertová                    | Sara Errani Yanina Wickmayer                  | Simona Halep Cseng Szaj-szaj Szvetlana Kuznyecova Monica Niculescu        |
| Szeptember 21 | Guangzhou International Women’s Open Kanton, Kína WTA International $250,000 – Kemény – 32S/24Q/16D Egyéni – Páros | Martina Hingis Szánija Mirza 6–3, 6–1                    | Hszü Si-Lin Ju Hsziao-ti            | Sara Errani Yanina Wickmayer                  | Simona Halep Cseng Szaj-szaj Szvetlana Kuznyecova Monica Niculescu        |
| Szeptember 28 | Wuhan Open Vuhan, China WTA Premier 5 $2,513,000 – Kemény – 56S/32Q/28D Egyéni – Páros                             | Venus Williams 6–3, 3–0 ret.                             | Garbiñe Muguruza                    | Roberta Vinci Angelique Kerber                | Konta Johanna Karolína Plíšková Anna Karolína Schmiedlová Coco Vandeweghe |
| Szeptember 28 | Wuhan Open Vuhan, China WTA Premier 5 $2,513,000 – Kemény – 56S/32Q/28D Egyéni – Páros                             | Martina Hingis Szánija Mirza 6–2, 6–3                    | Irina-Camelia Begu Monica Niculescu | Roberta Vinci Angelique Kerber                | Konta Johanna Karolína Plíšková Anna Karolína Schmiedlová Coco Vandeweghe |
| Szeptember 28 | Tashkent Open Taskent, Üzbegisztán WTA International $250,000 – Kemény – 32S/16Q/16D Egyéni – Páros                | Hibino Nao 6–2, 6–2                                      | Donna Vekić                         | Bojana Jovanovski Jevgenyija Rogyina          | Annika Beck Katerina Kozlova Johanna Larsson Anna-Lena Friedsam           |
| Szeptember 28 | Tashkent Open Taskent, Üzbegisztán WTA International $250,000 – Kemény – 32S/16Q/16D Egyéni – Páros                | Margarita Gaszparjan Alekszandra Panova 6–1, 3–6, [10–3] | Vera Dusevina Kateřina Siniaková    | Bojana Jovanovski Jevgenyija Rogyina          | Annika Beck Katerina Kozlova Johanna Larsson Anna-Lena Friedsam           |

### Október
| Kezdőnap   | Torna | Győztesek                                               | Ellenfelek a döntőben                          | Elődöntősök                         | Negyeddöntősök                                                                 |
| ---------- | --- | ------------------------------------------------------- | ---------------------------------------------- | ----------------------------------- | ------------------------------------------------------------------------------ |
| Október 5  | China Open Peking, China WTA Premier Mandatory $6,157,160 – Kemény – 60S/32Q/28D Egyéni – Páros                   | Garbiñe Muguruza 7–5, 6–4                               | Bacsinszky Tímea                               | Agnieszka Radwańska Ana Ivanović    | Bethanie Mattek-Sands Angelique Kerber Anasztaszija Pavljucsenkova Sara Errani |
| Október 5  | China Open Peking, China WTA Premier Mandatory $6,157,160 – Kemény – 60S/32Q/28D Egyéni – Páros                   | Martina Hingis Szánija Mirza 6–7(9–11), 6–1, [10–8]     | Csan Hao-csing Csan Jung-zsan                  | Agnieszka Radwańska Ana Ivanović    | Bethanie Mattek-Sands Angelique Kerber Anasztaszija Pavljucsenkova Sara Errani |
| Október 12 | Tianjin Open Tiencsin, China WTA International $500,000 – Kemény – 32S/32Q/16D Egyéni – Páros                     | Agnieszka Radwańska 6–1, 6–2                            | Danka Kovinić                                  | Bojana Jovanovski Karolína Plíšková | Tuan Jing-jing Kristina Mladenovic Babos Tímea Jelizaveta Kulicskova           |
| Október 12 | Tianjin Open Tiencsin, China WTA International $500,000 – Kemény – 32S/32Q/16D Egyéni – Páros                     | Hszü Ji-fan Cseng Szaj-szaj 6–2, 3–6, [10–8]            | Darija Jurak Nicole Melichar                   | Bojana Jovanovski Karolína Plíšková | Tuan Jing-jing Kristina Mladenovic Babos Tímea Jelizaveta Kulicskova           |
| Október 12 | Hong Kong Open Hongkong WTA International $250,000 – Kemény – 32S/24Q/16D Egyéni – Páros                          | Jelena Janković 3–6, 7–6(7–4), 6–1                      | Angelique Kerber                               | Venus Williams Samantha Stosur      | Alizé Cornet Darija Gavrilova Heather Watson Caroline Garcia                   |
| Október 12 | Hong Kong Open Hongkong WTA International $250,000 – Kemény – 32S/24Q/16D Egyéni – Páros                          | Alizé Cornet Jaroszlava Svedova 7–5, 6–4                | Lara Arruabarrena Vecino Andreja Klepač        | Venus Williams Samantha Stosur      | Alizé Cornet Darija Gavrilova Heather Watson Caroline Garcia                   |
| Október 12 | Generali Ladies Linz Linz, Ausztria WTA International $250,000 – Kemény (f) – 32S/32Q/16D Egyéni – Páros          | Anasztaszija Pavljucsenkova 6–4, 6–3                    | Anna-Lena Friedsam                             | Johanna Larsson Kirsten Flipkens    | Margarita Gaszparjan Madison Brengle Aleksandra Krunić Denisa Allertová        |
| Október 12 | Generali Ladies Linz Linz, Ausztria WTA International $250,000 – Kemény (f) – 32S/32Q/16D Egyéni – Páros          | Raquel Kops-Jones Abigail Spears 6–3, 7–5               | Andrea Hlaváčková Lucie Hradecká               | Johanna Larsson Kirsten Flipkens    | Margarita Gaszparjan Madison Brengle Aleksandra Krunić Denisa Allertová        |
| Október 19 | Kreml Kupa Moszkva, Oroszország WTA Premier $768,000 – Kemény (f) – 28S/32Q/16D Egyéni – Páros                    | Szvetlana Kuznyecova 6–2, 6–1                           | Anasztaszija Pavljucsenkova                    | Leszija Curenko Darja Kaszatkina    | Flavia Pennetta Anastasija Sevastova Carla Suárez Navarro Margarita Gaszparjan |
| Október 19 | Kreml Kupa Moszkva, Oroszország WTA Premier $768,000 – Kemény (f) – 28S/32Q/16D Egyéni – Páros                    | Darja Kaszatkina Jelena Vesznyina 6–3, 6–7(7–9), [10–5] | Irina-Camelia Begu Monica Niculescu            | Leszija Curenko Darja Kaszatkina    | Flavia Pennetta Anastasija Sevastova Carla Suárez Navarro Margarita Gaszparjan |
| Október 19 | BGL Luxembourg Open Kockelscheuer, Luxemburg WTA International $250,000 – Kemény (f) – 32S/32Q/16D Egyéni – Páros | Doi Miszaki 6–4, 6–7(7–9), 6–0                          | Mona Barthel                                   | Stefanie Vögele Alison Van Uytvanck | Laura Siegemund Mirjana Lučić-Baroni Jelena Janković Barbora Strýcová          |
| Október 19 | BGL Luxembourg Open Kockelscheuer, Luxemburg WTA International $250,000 – Kemény (f) – 32S/32Q/16D Egyéni – Páros | Mona Barthel Laura Siegemund 6–2, 7–6(7–2)              | Anabel Medina Garrigues Arantxa Parra Santonja | Stefanie Vögele Alison Van Uytvanck | Laura Siegemund Mirjana Lučić-Baroni Jelena Janković Barbora Strýcová          |
| Október 26 | WTA Finals Szingapúr Évvégi világbajnokság $7,000,000 – Kemény (f) – 8S (RR)/8D (RR) Egyéni – >Páros              | Agnieszka Radwańska 6–2, 4–6, 6–3                       | Petra Kvitová                                  | Marija Sarapova Garbiñe Muguruza    | Csoportmérkőzések Simona Halep Flavia Pennetta Angelique Kerber Lucie Šafářová |
| Október 26 | WTA Finals Szingapúr Évvégi világbajnokság $7,000,000 – Kemény (f) – 8S (RR)/8D (RR) Egyéni – >Páros              | Martina Hingis Szánija Mirza 6–0, 6–3                   | Garbiñe Muguruza Carla Suárez Navarro          | Marija Sarapova Garbiñe Muguruza    | Csoportmérkőzések Simona Halep Flavia Pennetta Angelique Kerber Lucie Šafářová |

### November
| Kezdőnap       | Torna | Győztesek                       | Ellenfelek a döntőben                          | Elődöntősök                    | Round Robin |
| -------------- | --- | ------------------------------- | ---------------------------------------------- | ------------------------------ | --- |
| November 2     | WTA Elite Trophy Csuhaj, Kína Évvégi bajnoki torna $2,150,000 – Kemény (f) – 12S (RR)/6D (RR) Egyéni – Páros | Venus Williams 7–5, 7–6(8–6)    | Karolína Plíšková                              | Roberta Vinci Elina Szvitolina | Madison Keys Cseng Szaj-szaj Carla Suárez Navarro Andrea Petković Jelena Janković Sara Errani Szvetlana Kuznyecova Anna Karolína Schmiedlová (Tartalék) Caroline Wozniacki |
| November 2     | WTA Elite Trophy Csuhaj, Kína Évvégi bajnoki torna $2,150,000 – Kemény (f) – 12S (RR)/6D (RR) Egyéni – Páros | Liang Csen Vang Ja-fan 6–4, 6–3 | Anabel Medina Garrigues Arantxa Parra Santonja | Roberta Vinci Elina Szvitolina | Madison Keys Cseng Szaj-szaj Carla Suárez Navarro Andrea Petković Jelena Janković Sara Errani Szvetlana Kuznyecova Anna Karolína Schmiedlová (Tartalék) Caroline Wozniacki |
| November 14-15 | Fed-kupa döntő Prága, Csehország – Kemény (f)                                                                | Csehország · 3–2                | Oroszország                                    |                                | |

## Statisztika
Az alábbi táblázat az egyéniben (E), párosban (P) és vegyes párosban (V) elért győzelmek számát mutatja játékosonként, illetve országonként. Az oszlopokban a feltüntetett színekkel vannak elkülönítve egymástól a Grand Slam-tornák, az év végi bajnokságok (WTA Finals és WTA Elite Trophy), a Premier tornák (Premier Mandatory, Premier 5, Premier) és az International tornák.
A játékosok/országok sorrendjét a következők határozzák meg: 1. győzelmek száma (azonos nemzetbeliek által megszerzett páros győzelem csak egyszer számít); 2. torna rangja (a táblázat szerinti sorrendben); 3. versenyszám (egyéni – páros – vegyes páros); 4. ábécésorrend.
| Grand Slam-tornák     |
| WTA Finals            |
| WTA Elite Trophy      |
| WTA Premier Mandatory |
| WTA Premier 5         |
| WTA Premier           |
| WTA International     |

### Győzelmek játékosonként
| Össz | Játékos                           | E | P | V | E | P | E | P | E | P | E | P | E | P | E | P  | V |
| ---- | --------------------------------- | - | - | - | - | - | - | - | - | - | - | - | - | - | - | -- | - |
| 13   | Martina Hingis (SUI)              |   | ● | ● |   | ● |   | ● |   | ● |   | ● |   | ● | 0 | 10 | 3 |
| 10   | Szánija Mirza (IND)               |   | ● |   |   | ● |   | ● |   | ● |   | ● |   | ● | 0 | 10 | 0 |
| 6    | Bethanie Mattek-Sands (USA)       |   | ● | ● |   |   |   |   |   | ● |   | ● |   |   | 0 | 5  | 1 |
| 5    | Serena Williams (USA)             | ● |   |   |   |   | ● |   | ● |   |   |   |   |   | 5 | 0  | 0 |
| 5    | Lucie Šafářová (CZE)              |   | ● |   |   |   |   |   |   | ● | ● | ● |   |   | 1 | 4  | 0 |
| 4    | Belinda Bencic (SUI)              |   |   |   |   |   |   |   | ● |   | ● |   |   | ● | 2 | 2  | 0 |
| 4    | Kristina Mladenovic (FRA)         |   |   |   |   |   |   |   |   | ● |   |   |   | ● | 0 | 4  | 0 |
| 4    | Csan Hao-csing (TPE)              |   |   |   |   |   |   |   |   | ● |   |   |   | ● | 0 | 4  | 0 |
| 4    | Angelique Kerber (GER)            |   |   |   |   |   |   |   |   |   | ● |   |   |   | 4 | 0  | 0 |
| 3    | Venus Williams (USA)              |   |   |   | ● |   |   |   | ● |   |   |   | ● |   | 3 | 0  | 0 |
| 3    | Agnieszka Radwańska (POL)         |   |   |   | ● |   |   |   |   |   | ● |   | ● |   | 3 | 0  | 0 |
| 3    | Simona Halep (ROU)                |   |   |   |   |   | ● |   | ● |   |   |   | ● |   | 3 | 0  | 0 |
| 3    | Petra Kvitová (CZE)               |   |   |   |   |   | ● |   |   |   | ● |   |   |   | 3 | 0  | 0 |
| 3    | Tímea Babos (HUN)                 |   |   |   |   |   |   |   |   | ● |   |   |   | ● | 0 | 3  | 0 |
| 3    | Csan Jung-zsan (TPE)              |   |   |   |   |   |   |   |   | ● |   |   |   | ● | 0 | 3  | 0 |
| 3    | Garbiñe Muguruza (ESP)            |   |   |   |   |   | ● |   |   |   |   | ● |   |   | 1 | 2  | 0 |
| 3    | Raquel Kops-Jones (USA)           |   |   |   |   |   |   |   |   |   |   | ● |   | ● | 0 | 3  | 0 |
| 3    | Abigail Spears (USA)              |   |   |   |   |   |   |   |   |   |   | ● |   | ● | 0 | 3  | 0 |
| 3    | Johanna Larsson (SWE)             |   |   |   |   |   |   |   |   |   |   |   | ● | ● | 1 | 2  | 0 |
| 3    | Margarita Gaszparjan (RUS)        |   |   |   |   |   |   |   |   |   |   |   | ● | ● | 1 | 2  | 0 |
| 3    | Laura Siegemund (GER)             |   |   |   |   |   |   |   |   |   |   |   |   | ● | 0 | 3  | 0 |
| 2    | Jaroszlava Svedova (KAZ)          |   |   |   |   |   |   | ● |   |   |   |   |   | ● | 0 | 2  | 0 |
| 2    | Marija Sarapova (RUS)             |   |   |   |   |   |   |   | ● |   | ● |   |   |   | 2 | 0  | 0 |
| 2    | Carla Suárez Navarro (ESP)        |   |   |   |   |   |   |   |   |   |   | ● |   |   | 0 | 2  | 0 |
| 2    | Anabel Medina Garrigues (ESP)     |   |   |   |   |   |   |   |   |   |   | ● |   | ● | 0 | 2  | 0 |
| 2    | Hszü Ji-fan (CHN)                 |   |   |   |   |   |   |   |   |   |   | ● |   | ● | 0 | 2  | 0 |
| 2    | Cseng Szaj-szaj (CHN)             |   |   |   |   |   |   |   |   |   |   | ● |   | ● | 0 | 2  | 0 |
| 2    | Timea Bacsinszky (SUI)            |   |   |   |   |   |   |   |   |   |   |   | ● |   | 2 | 0  | 0 |
| 2    | Jelena Janković (SRB)             |   |   |   |   |   |   |   |   |   |   |   | ● |   | 2 | 0  | 0 |
| 2    | Teliana Pereira (BRA)             |   |   |   |   |   |   |   |   |   |   |   | ● |   | 2 | 0  | 0 |
| 2    | Anna Karolína Schmiedlová (SVK)   |   |   |   |   |   |   |   |   |   |   |   | ● |   | 2 | 0  | 0 |
| 2    | Samantha Stosur (AUS)             |   |   |   |   |   |   |   |   |   |   |   | ● |   | 2 | 0  | 0 |
| 2    | Annika Beck (GER)                 |   |   |   |   |   |   |   |   |   |   |   | ● | ● | 1 | 1  | 0 |
| 2    | Sara Errani (ITA)                 |   |   |   |   |   |   |   |   |   |   |   | ● | ● | 1 | 1  | 0 |
| 2    | Elina Szvitolina (UKR)            |   |   |   |   |   |   |   |   |   |   |   | ● | ● | 1 | 1  | 0 |
| 2    | Lara Arruabarrena Vecino (ESP)    |   |   |   |   |   |   |   |   |   |   |   |   | ● | 0 | 2  | 0 |
| 2    | Kiki Bertens (NED)                |   |   |   |   |   |   |   |   |   |   |   |   | ● | 0 | 2  | 0 |
| 2    | Ysaline Bonaventure (BEL)         |   |   |   |   |   |   |   |   |   |   |   |   | ● | 0 | 2  | 0 |
| 2    | Liang Csen (CHN)                  |   |   |   |   |   |   |   |   |   |   |   |   | ● | 0 | 2  | 0 |
| 2    | Alekszandra Panova (RUS)          |   |   |   |   |   |   |   |   |   |   |   |   | ● | 0 | 2  | 0 |
| 2    | Demi Schuurs (NED)                |   |   |   |   |   |   |   |   |   |   |   |   | ● | 0 | 2  | 0 |
| 1    | Flavia Pennetta (ITA)             | ● |   |   |   |   |   |   |   |   |   |   |   |   | 1 | 0  | 0 |
| 1    | Casey Dellacqua (AUS)             |   |   |   |   |   |   | ● |   |   |   |   |   |   | 0 | 1  | 0 |
| 1    | Szvetlana Kuznyecova (RUS)        |   |   |   |   |   |   |   |   |   | ● |   |   |   | 1 | 0  | 0 |
| 1    | Andrea Petković (GER)             |   |   |   |   |   |   |   |   |   | ● |   |   |   | 1 | 0  | 0 |
| 1    | Lucie Hradecká (CZE)              |   |   |   |   |   |   |   |   |   |   | ● |   |   | 0 | 1  | 0 |
| 1    | Caroline Garcia (FRA)             |   |   |   |   |   |   |   |   |   |   | ● |   |   | 0 | 1  | 0 |
| 1    | Julia Görges (GER)                |   |   |   |   |   |   |   |   |   |   | ● |   |   | 0 | 1  | 0 |
| 1    | Darja Kaszatkina (RUS)            |   |   |   |   |   |   |   |   |   |   | ● |   |   | 0 | 1  | 0 |
| 1    | Sabine Lisicki (GER)              |   |   |   |   |   |   |   |   |   |   | ● |   |   | 0 | 1  | 0 |
| 1    | Arantxa Parra Santonja (ESP)      |   |   |   |   |   |   |   |   |   |   | ● |   |   | 0 | 1  | 0 |
| 1    | Katarina Srebotnik (SLO)          |   |   |   |   |   |   |   |   |   |   | ● |   |   | 0 | 1  | 0 |
| 1    | Jelena Vesznyina (RUS)            |   |   |   |   |   |   |   |   |   |   | ● |   |   | 0 | 1  | 0 |
| 1    | Irina-Camelia Begu (ROU)          |   |   |   |   |   |   |   |   |   |   |   | ● |   | 1 | 0  | 0 |
| 1    | Miszaki Doi (JPN)                 |   |   |   |   |   |   |   |   |   |   |   | ● |   | 1 | 0  | 0 |
| 1    | Camila Giorgi (ITA)               |   |   |   |   |   |   |   |   |   |   |   | ● |   | 1 | 0  | 0 |
| 1    | Daniela Hantuchová (SVK)          |   |   |   |   |   |   |   |   |   |   |   | ● |   | 1 | 0  | 0 |
| 1    | Nao Hibino (JPN)                  |   |   |   |   |   |   |   |   |   |   |   | ● |   | 1 | 0  | 0 |
| 1    | Karin Knapp (ITA)                 |   |   |   |   |   |   |   |   |   |   |   | ● |   | 1 | 0  | 0 |
| 1    | Ana Konjuh (CRO)                  |   |   |   |   |   |   |   |   |   |   |   | ● |   | 1 | 0  | 0 |
| 1    | Anasztaszija Pavljucsenkova (RUS) |   |   |   |   |   |   |   |   |   |   |   | ● |   | 1 | 0  | 0 |
| 1    | Karolína Plíšková (CZE)           |   |   |   |   |   |   |   |   |   |   |   | ● |   | 1 | 0  | 0 |
| 1    | Sloane Stephens (USA)             |   |   |   |   |   |   |   |   |   |   |   | ● |   | 1 | 0  | 0 |
| 1    | Leszja Curenko (UKR)              |   |   |   |   |   |   |   |   |   |   |   | ● |   | 1 | 0  | 0 |
| 1    | Heather Watson (GBR)              |   |   |   |   |   |   |   |   |   |   |   | ● |   | 1 | 0  | 0 |
| 1    | Yanina Wickmayer (BEL)            |   |   |   |   |   |   |   |   |   |   |   | ● |   | 1 | 0  | 0 |
| 1    | Caroline Wozniacki (DNK)          |   |   |   |   |   |   |   |   |   |   |   | ● |   | 1 | 0  | 0 |
| 1    | Mona Barthel (GER)                |   |   |   |   |   |   |   |   |   |   |   |   | ● | 0 | 1  | 0 |
| 1    | Csuang Csia-zsung (TPE)           |   |   |   |   |   |   |   |   |   |   |   |   | ● | 0 | 1  | 0 |
| 1    | Alizé Cornet (FRA)                |   |   |   |   |   |   |   |   |   |   |   |   | ● | 0 | 1  | 0 |
| 1    | Gabriela Dabrowski (CAN)          |   |   |   |   |   |   |   |   |   |   |   |   | ● | 0 | 1  | 0 |
| 1    | Darija Gavrilova (RUS)            |   |   |   |   |   |   |   |   |   |   |   |   | ● | 0 | 1  | 0 |
| 1    | Paula Cristina Gonçalves (BRA)    |   |   |   |   |   |   |   |   |   |   |   |   | ● | 0 | 1  | 0 |
| 1    | Beatriz Haddad Maia (BRA)         |   |   |   |   |   |   |   |   |   |   |   |   | ● | 0 | 1  | 0 |
| 1    | Okszana Kalasnikova (GEO)         |   |   |   |   |   |   |   |   |   |   |   |   | ● | 0 | 1  | 0 |
| 1    | Ljudmila Kicsenok (UKR)           |   |   |   |   |   |   |   |   |   |   |   |   | ● | 0 | 1  | 0 |
| 1    | Nagyija Kicsenok (UKR)            |   |   |   |   |   |   |   |   |   |   |   |   | ● | 0 | 1  | 0 |
| 1    | Andreja Klepač (SLO)              |   |   |   |   |   |   |   |   |   |   |   |   | ● | 0 | 1  | 0 |
| 1    | Danka Kovinić (MNE)               |   |   |   |   |   |   |   |   |   |   |   |   | ● | 0 | 1  | 0 |
| 1    | Barbora Krejčíková (CZE)          |   |   |   |   |   |   |   |   |   |   |   |   | ● | 0 | 1  | 0 |
| 1    | An-Sophie Mestach (BEL)           |   |   |   |   |   |   |   |   |   |   |   |   | ● | 0 | 1  | 0 |
| 1    | Asia Muhammad (USA)               |   |   |   |   |   |   |   |   |   |   |   |   | ● | 0 | 1  | 0 |
| 1    | Rebecca Peterson (SWE)            |   |   |   |   |   |   |   |   |   |   |   |   | ● | 0 | 1  | 0 |
| 1    | Alicja Rosolska (POL)             |   |   |   |   |   |   |   |   |   |   |   |   | ● | 0 | 1  | 0 |
| 1    | Kateřina Siniaková (CZE)          |   |   |   |   |   |   |   |   |   |   |   |   | ● | 0 | 1  | 0 |
| 1    | María Teresa Torró Flor (ESP)     |   |   |   |   |   |   |   |   |   |   |   |   | ● | 0 | 1  | 0 |
| 1    | Roberta Vinci (ITA)               |   |   |   |   |   |   |   |   |   |   |   |   | ● | 0 | 1  | 0 |
| 1    | Stephanie Vogt (LIE)              |   |   |   |   |   |   |   |   |   |   |   |   | ● | 0 | 1  | 0 |
| 1    | Vang Ja-fan (CHN)                 |   |   |   |   |   |   |   |   |   |   |   |   | ● | 0 | 1  | 0 |

### Győzelmek országonként
| Össz | Ország                    | E | P | V | E | P | E | P | E | P | E | P | E | P | E | P  | V |
| ---- | ------------------------- | - | - | - | - | - | - | - | - | - | - | - | - | - | - | -- | - |
| 19   | Svájc                     |   | 2 | 3 |   | 1 |   | 3 | 1 | 1 | 1 | 2 | 2 | 3 | 4 | 12 | 3 |
| 19   | Amerikai Egyesült Államok | 3 | 2 | 1 | 1 |   | 1 |   | 2 | 1 |   | 3 | 2 | 3 | 9 | 9  | 1 |
| 12   | Csehország                |   | 2 |   |   |   | 1 |   |   | 1 | 3 | 2 | 1 | 2 | 5 | 7  | 0 |
| 11   | Németország               |   |   |   |   |   |   |   |   |   | 5 | 2 | 1 | 3 | 6 | 5  | 0 |
| 10   | India                     |   | 2 |   |   | 1 |   | 3 |   | 1 |   | 2 |   | 1 | 0 | 10 | 0 |
| 9    | Oroszország               |   |   |   |   |   |   |   | 1 |   | 2 | 1 | 2 | 3 | 5 | 4  | 0 |
| 7    | Spanyolország             |   |   |   |   |   | 1 |   |   |   |   | 3 |   | 3 | 1 | 6  | 0 |
| 6    | Franciaország             |   |   |   |   |   |   |   |   | 2 |   | 1 |   | 3 | 0 | 6  | 0 |
| 5    | Olaszország               | 1 |   |   |   |   |   |   |   |   |   |   | 3 | 1 | 5 | 1  | 0 |
| 5    | Tajvan                    |   |   |   |   |   |   |   |   | 1 |   |   |   | 4 | 0 | 5  | 0 |
| 4    | Lengyelország             |   |   |   | 1 |   |   |   |   |   | 1 |   | 1 | 1 | 3 | 1  | 0 |
| 4    | Románia                   |   |   |   |   |   | 1 |   | 1 |   |   |   | 2 |   | 4 | 0  | 0 |
| 4    | Kína                      |   |   |   |   |   |   |   |   |   |   | 1 |   | 3 | 0 | 4  | 0 |
| 4    | Ukrajna                   |   |   |   |   |   |   |   |   |   |   |   | 2 | 2 | 2 | 2  | 0 |
| 4    | Belgium                   |   |   |   |   |   |   |   |   |   |   |   | 1 | 3 | 1 | 3  | 0 |
| 4    | Svédország                |   |   |   |   |   |   |   |   |   |   |   | 1 | 3 | 1 | 3  | 0 |
| 4    | Hollandia                 |   |   |   |   |   |   |   |   |   |   |   |   | 4 | 0 | 4  | 0 |
| 3    | Ausztrália                |   |   |   |   |   |   | 1 |   |   |   |   | 2 |   | 2 | 1  | 0 |
| 3    | Magyarország              |   |   |   |   |   |   |   |   | 2 |   |   |   | 1 | 0 | 3  | 0 |
| 3    | Szlovákia                 |   |   |   |   |   |   |   |   |   |   |   | 3 |   | 3 | 0  | 0 |
| 3    | Brazília                  |   |   |   |   |   |   |   |   |   |   |   | 2 | 1 | 2 | 1  | 0 |
| 2    | Kazahsztán                |   |   |   |   |   |   | 1 |   |   |   |   |   | 1 | 0 | 2  | 0 |
| 2    | Szlovénia                 |   |   |   |   |   |   |   |   |   |   | 1 |   | 1 | 0 | 2  | 0 |
| 2    | Japán                     |   |   |   |   |   |   |   |   |   |   |   | 2 |   | 2 | 0  | 0 |
| 2    | Szerbia                   |   |   |   |   |   |   |   |   |   |   |   | 2 |   | 2 | 0  | 0 |
| 1    | Horvátország              |   |   |   |   |   |   |   |   |   |   |   | 1 |   | 1 | 0  | 0 |
| 1    | Dánia                     |   |   |   |   |   |   |   |   |   |   |   | 1 |   | 1 | 0  | 0 |
| 1    | Egyesült Királyság        |   |   |   |   |   |   |   |   |   |   |   | 1 |   | 1 | 0  | 0 |
| 1    | Kanada                    |   |   |   |   |   |   |   |   |   |   |   |   | 1 | 0 | 1  | 0 |
| 1    | Grúzia                    |   |   |   |   |   |   |   |   |   |   |   |   | 1 | 0 | 1  | 0 |
| 1    | Liechtenstein             |   |   |   |   |   |   |   |   |   |   |   |   | 1 | 0 | 1  | 0 |
| 1    | Montenegró                |   |   |   |   |   |   |   |   |   |   |   |   | 1 | 0 | 1  | 0 |

### Első győzelmek
Az alábbi játékosok pályafutásuk első WTA-győzelmét szerezték az adott versenyszámban 2015-ben:
Egyéni
- Anna Karolína Schmiedlová – Katowice (egyéni)
- Teliana Pereira – Bogotá (egyéni)
- Camila Giorgi – Rosmalen (egyéni)
- Ana Konjuh – Nottingham (egyéni)
- Belinda Bencic – Eastbourne (egyéni)
- Johanna Larsson – Båstad (egyéni)
- Leszija Curenko – Isztambul (egyéni)
- Margarita Gaszparjan – Baku (egyéni)
- Sloane Stephens – Washington (egyéni)
- Hibino Nao – Taskent (egyéni)
- Doi Miszaki - Kockelscheuer (egyéni)

Páros
- Ljudmila Kicsenok – Sencsen (Páros)
- Nagyija Kicsenok – Sencsen (Páros)
- Kiki Bertens – Hobart (Páros)
- Ysaline Bonaventure – Rio de Janeiro (Páros)
- Rebecca Peterson – Rio de Janeiro (Páros)
- Vang Ja-fan – Kuala Lumpur (Páros)
- Demi Schuurs – Katowice (Páros)
- Paula Cristina Gonçalves – Bogotá (Páros)
- Beatriz Haddad Maia – Bogotá (Páros)
- Belinda Bencic – Prága (Páros)
- Asia Muhammad – Rosmalen (Páros)
- Laura Siegemund – Rosmalen (Páros)
- Darija Gavrilova – Istanbul (Páros)
- Danka Kovinić – Bad Gastein (Páros)
- Annika Beck – Florianópolis (Páros)
- Margarita Gaszparjan – Baku (Páros)
- Barbora Krejčíková – Québec (Páros)
- An-Sophie Mestach – Québec (Páros)
- Darja Kaszatkina – Moszkva (Páros)

### Címvédések
Az alábbi játékosok az adott tornán megvédték 2014-ben megszerzett címüket:
Egyéni
- Serena Williams – Miami (egyéni), Cincinnati (egyéni)
- Petra Kvitová – New Haven (egyéni)

Páros
- Martina Hingis – Miami (Páros), Vuhan (Páros)
- Elina Szvitolina – Isztambul (Páros)
- Alekszandra Panova – Baku (Páros)
- Lara Arruabarrena Vecino – Szöul (Páros)
- Szánija Mirza – WTA Finals (Döntő)

### Top 10 belépők
Az alábbi játékosok pályafutásuk során először kerültek a világranglista első 10 helyezettje közé:
Egyéni
- Jekatyerina Makarova (belépés a 9. helyre: Február 2)
- Carla Suárez Navarro (belépés a 10. helyre: Április 6)
- Lucie Šafářová (belépés a 7. helyre: Június 8)
- Garbiñe Muguruza (belépés a 9. helyre: Július 13)
- Karolína Plíšková (belépés a 8. helyre: Augusztus 10)
- Bacsinszky Tímea (belépés a 10. helyre: Október 12)

Páros
- Garbiñe Muguruza (belépés a 10. helyre: Február 23)
- Raquel Kops-Jones (belépés a 10. helyre: Március 2)
- Abigail Spears (belépés a 10. helyre: Március 2)
- Kristina Mladenovic (belépés a 10. helyre: Április 6)
- Bethanie Mattek-Sands (belépés a 6. helyre: Június 8)
- Lucie Šafářová (belépés az 5. helyre: Június 8)
- Babos Tímea (belépés a 10. helyre: Június 8)

## Ranglisták
A naptári évre szóló ranglistán (race) a 2015-ben szerzett pontokat tartják számon, s az októberben lezajlott világbajnokságra való kijutás függött tőle. A WTA-világranglista az előző 52 hét versenyein szerzett pontokat veszi figyelembe, a következő szisztéma alapján: egyéniben maximum 16, párosban 11 tornát lehet beszámítani, amelyekbe mindenképpen beletartoznak a Grand Slam-tornák, a Premier Mandatory-versenyek és a WTA Tour Championships, valamint a világranglista első húsz helyezettje számára a Premier 5-ös versenyeken elért két legjobb eredmény is.

### Egyéni
Az alábbi két táblázat a race és a világranglista jelenlegi állását mutatja be egyéniben az első húsz játékossal. (Sárga háttérrel a világbajnokságra kijutók láthatóak.)
| WTA világbajnokság, 2015. november 2-től | WTA világbajnokság, 2015. november 2-től | WTA világbajnokság, 2015. november 2-től | WTA világbajnokság, 2015. november 2-től |
| #                                        | Játékos                                  | Pontok                                   | Tornák                                   |
| ---------------------------------------- | ---------------------------------------- | ---------------------------------------- | ---------------------------------------- |
| 1                                        | Serena Williams (USA)                    | 9945                                     | 16                                       |
| 2                                        | Simona Halep (ROU)                       | 6060                                     | 18                                       |
| 3                                        | Garbiñe Muguruza (ESP)                   | 5200                                     | 20                                       |
| 4                                        | Marija Sarapova (RUS)                    | 5011                                     | 17                                       |
| 5                                        | Agnieszka Radwańska (POL)                | 4500                                     | 24                                       |
| 6                                        | Petra Kvitová (CZE)                      | 4220                                     | 19                                       |
| 7                                        | Flavia Pennetta (ITA)                    | 3621                                     | 20                                       |
| 8                                        | Angelique Kerber (GER)                   | 3590                                     | 25                                       |
| 9                                        | Lucie Šafářová (CZE)                     | 3590                                     | 22                                       |
| 10                                       | Bacsinszky Tímea (SUI)                   | 3133                                     | 16                                       |
| 11                                       | Venus Williams (USA)                     | 3091                                     | 17                                       |
| 12                                       | Carla Suárez Navarro (ESP)               | 3030                                     | 23                                       |
| 13                                       | Karolína Plíšková (CZE)                  | 2955                                     | 24                                       |
| 14                                       | Belinda Bencic (SUI)                     | 2900                                     | 24                                       |
| 15                                       | Roberta Vinci (ITA)                      | 2655                                     | 24                                       |
| 16                                       | Caroline Wozniacki (DEN)                 | 2641                                     | 23                                       |
| 17                                       | Ana Ivanović (SRB)                       | 2616                                     | 18                                       |
| 18                                       | Sara Errani (ITA)                        | 2525                                     | 24                                       |
| 19                                       | Madison Keys (USA)                       | 2495                                     | 18                                       |
| 20                                       | Elina Szvitolina (UKR)                   | 2410                                     | 24                                       |

| 1  | Serena Williams (USA)      | 9,945 | 16 | 1  | 1  | 1  | Állandó |
| 2  | Simona Halep (ROU)         | 6,060 | 18 | 3  | 2  | 4  | 1       |
| 3  | Garbiñe Muguruza (ESP)     | 5,200 | 20 | 21 | 3  | 24 | 17      |
| 4  | Marija Sarapova (RUS)      | 5,011 | 17 | 2  | 2  | 4  | 2       |
| 5  | Agnieszka Radwańska (POL)  | 4,500 | 24 | 6  | 5  | 15 | 1       |
| 6  | Petra Kvitová (CZE)        | 4,220 | 19 | 4  | 2  | 6  | 2       |
| 7  | Venus Williams (USA)       | 3,790 | 18 | 19 | 11 | 24 | 12      |
| 8  | Flavia Pennetta (ITA)      | 3,621 | 20 | 13 | 6  | 28 | 5       |
| 9  | Lucie Šafářová (CZE)       | 3,590 | 22 | 17 | 5  | 17 | 8       |
| 10 | Angelique Kerber (GER)     | 3,590 | 25 | 10 | 7  | 16 | Állandó |
| 11 | Karolína Plíšková (CZE)    | 3,285 | 26 | 24 | 7  | 25 | 13      |
| 12 | Bacsinszky Tímea (SUI)     | 3,133 | 17 | 48 | 10 | 47 | 35      |
| 13 | Carla Suárez Navarro (ESP) | 3,090 | 25 | 18 | 8  | 17 | 5       |
| 14 | Belinda Bencic (SUI)       | 2,900 | 24 | 33 | 12 | 37 | 19      |
| 15 | Roberta Vinci (ITA)        | 2,785 | 25 | 49 | 15 | 58 | 34      |
| 16 | Ana Ivanović (SRB)         | 2,645 | 19 | 5  | 5  | 16 | 11      |
| 17 | Caroline Wozniacki (DEN)   | 2,641 | 24 | 8  | 4  | 17 | 9       |
| 18 | Madison Keys (USA)         | 2,600 | 19 | 31 | 16 | 35 | 13      |
| 19 | Elina Szvitolina (UKR)     | 2,590 | 25 | 29 | 15 | 29 | 10      |
| 20 | Sara Errani (ITA)          | 2,525 | 26 | 15 | 12 | 22 | 5       |

#### 1. helyezettek az évben
| Név                   | Kezdő dátum   | Végdátum       |
| --------------------- | ------------- | -------------- |
| Serena Williams (USA) | 2014. év vége | 2015-ben végig |

### Párosok
Az alábbi két táblázat a race és a világranglista jelenlegi állását mutatja be párosban az első húsz játékossal (a race értelemszerűen csapatokat tartalmaz, vagyis ha valaki szezon közben partnert vált, az új társsal szerzett pontok nem számítanak bele az addig meglévőkbe). (Sárga háttérrel a világbajnokságra kijutók láthatóak. Barna háttérrel azok a csapatok lettek jelölve, amelyek sérülés miatt lemondták a világbajnoki részvételt.)
| \| WTA páros race 2015. október 26-án[3] \| WTA páros race 2015. október 26-án[3] \| WTA páros race 2015. október 26-án[3] \| WTA páros race 2015. október 26-án[3] \| WTA páros race 2015. október 26-án[3] \| \| # \| Játékos \| Pontok \| Tornák \| \| \| ------------------------------------- \| --------------------------------------------------- \| ------------------------------------- \| ------------------------------------- \| ------------------------------------- \| \| 1 \| Martina Hingis (SUI) · Szánija Mirza (IND) \| 10,085 \| 15 \| \| \| 2 \| Bethanie Mattek-Sands (USA) · Lucie Šafářová (CZE) \| 6,390 \| 8 \| \| \| 3 \| Casey Dellacqua (AUS) · Jaroszlava Svedova (KAZ) \| 5,111 \| 8 \| \| \| 4 \| Jelena Vesznyina (RUS) · Jekatyerina Makarova (RUS) \| 4,586 \| 10 \| \| \| 5 \| Babos Tímea (HUN) · Kristina Mladenovic (FRA) \| 4,340 \| 18 \| \| \| 6 \| Csan Hao-csing (TPE) · Csan Jung-zsan (TPE) \| 3,705 \| 13 \| \| \| 7 \| Katarina Srebotnik (SLO) · Caroline Garcia (FRA) \| 3,705 \| 18 \| \| \| 8 \| Raquel Kops-Jones (USA) · Abigail Spears (USA) \| 3,380 \| 19 \| \| \| 9 \| Andrea Hlaváčková (CZE) · Lucie Hradecká (CZE) \| 3,130 \| 17 \| \| \| 10 \| Garbiñe Muguruza (ESP) · Carla Suárez Navarro (ESP) \| 3,100 \| 13 \| \| |                                                     |        |        |
| WTA páros race 2015. október 26-án |                                                     |        |        |
| # | Játékos                                             | Pontok | Tornák |
| 1 | Martina Hingis (SUI) · Szánija Mirza (IND)          | 10,085 | 15     |
| 2 | Bethanie Mattek-Sands (USA) · Lucie Šafářová (CZE)  | 6,390  | 8      |
| 3 | Casey Dellacqua (AUS) · Jaroszlava Svedova (KAZ)    | 5,111  | 8      |
| 4 | Jelena Vesznyina (RUS) · Jekatyerina Makarova (RUS) | 4,586  | 10     |
| 5 | Babos Tímea (HUN) · Kristina Mladenovic (FRA)       | 4,340  | 18     |
| 6 | Csan Hao-csing (TPE) · Csan Jung-zsan (TPE)         | 3,705  | 13     |
| 7 | Katarina Srebotnik (SLO) · Caroline Garcia (FRA)    | 3,705  | 18     |
| 8 | Raquel Kops-Jones (USA) · Abigail Spears (USA)      | 3,380  | 19     |
| 9 | Andrea Hlaváčková (CZE) · Lucie Hradecká (CZE)      | 3,130  | 17     |
| 10 | Garbiñe Muguruza (ESP) · Carla Suárez Navarro (ESP) | 3,100  | 13     |

#### 1. helyezettek az évben
| Név                                     | Kezdő dátum       | Végdátum          |
| --------------------------------------- | ----------------- | ----------------- |
| Sara Errani (ITA) · Roberta Vinci (ITA) | 2014. év végétől  | 2015. április 12. |
| Szánija Mirza (IND)                     | 2015. április 13. | 2015. év végéig   |

## Pénzdíjazás szerinti ranglista
| #                                                          | Játékos                   | Egyéni     | Páros   | Vegyes páros | Évi össz   |
| ---------------------------------------------------------- | ------------------------- | ---------- | ------- | ------------ | ---------- |
| 1                                                          | Serena Williams (USA)     | 10 582 642 | 0       | 0            | 10 582 642 |
| 2                                                          | Garbiñe Muguruza (ESP)    | 4 168 418  | 329 890 | 0            | 4 498 308  |
| 3                                                          | Flavia Pennetta (ITA)     | 4 174 427  | 231 578 | 0            | 4 406 005  |
| 4                                                          | Agnieszka Radwańska (POL) | 4 102 293  | 0       | 0            | 4 102 293  |
| 5                                                          | Marija Sarapova (RUS)     | 3 949 284  | 0       | 0            | 3 949 284  |
| 6                                                          | Simona Halep (ROU)        | 3 890 231  | 22 896  | 5000         | 3 918 127  |
| 7                                                          | Petra Kvitová (CZE)       | 3 038 722  | 0       | 0            | 3 038 722  |
| 8                                                          | Lucie Šafářová (CZE)      | 2 195 988  | 750 273 | 0            | 2 946 261  |
| 9                                                          | Venus Williams (USA)      | 2 404 419  | 0       | 0            | 2 404 419  |
| 10                                                         | Roberta Vinci (ITA)       | 2 220 284  | 89 537  | 0            | 2 309 821  |
| A díjazás amerikai dollárban (US$) 2015. november 9. [ 4 ] |                           |            |         |              |            |

## Visszavonuló játékosok
Az alábbiakban a 2015-ös szezonban várhatóan visszavonuló, a világranglistán a legjobb százban (egyéni), illetve a legjobb ötvenben (páros) található játékosok nevei s pályafutásuk rövid összefoglalója olvasható:
- Julie Coin (1982. december 2. Amiens, Franciaország), 1999-től játszott a profik között, legmagasabb világranglista-helyezése egyéniben a 60. volt 2009. július 27-én. Párosban a legjobb helyezése a 49. volt  2010. április 19-én. 10 egyéni és 16 páros ITF-tornagyőzelmet szerzett. Karrierje legnagyobb győzelmét a 2008-as US Openen érte el, amikor legyőzte a világranglista 1. helyén álló Ana Ivanovićot. 2015. novemberben jelentette be, hogy a 2015-ös Open de Limoges torna az utolsó profi tornája.
- Marta Domachowska (1986. január 16. Varsó, Lengyelország), 2001-től játszott a profik között, legmagasabb világranglista-helyezése egyéniben a 37. volt 2006. április 3-án. Párosban a legjobb helyezése a 62. volt  2006. január 30-án. Egy páros WTA-tornagyőzelmet, valamint 8 egyéni és 5 páros ITF-tornagyőzelmet szerzett. A Grand Slam-tornákon legjobb eredményét a 2008-as Australian Openen érte el, ahol a 4. körig jutott, és ott kapott ki Venus Williamstől. 2015. decemberben jelentette be a profi tenisztől való visszavonulását.
- Natalie Grandin (1981. február 27. East London, Dél-Afrika), 1999-től játszott a profik között, legmagasabb világranglista-helyezése egyéniben a 144. volt 2005-ben, párosban a 22. helyet érte el 2012-ben. Egy páros WTA-tornagyőzelmet szerzett. A Grand Slam tornákon párosban negyeddöntős volt a 2011. évi Australian Openen. 2015. januárban 33 éves korában vonult vissza.
- Patricia Mayr-Achleitner (1986. november 8. Rum, Ausztria) 2003-tól játszott a profik között, legjobb egyéni eredményét 2009. május 4-én érte el, amikor 70. volt a világranglistán. 2014. szeptember 29-én párosban a 117. helyezésig jutott. Mayr-Achleitner pályafutása során 17 egyéni és hét páros ITF-tornagyőzelmet ért el. Előre bejelentette, hogy a 2015. évi Generali Ladies Linz torna lesz az utolsó versenye, mivel krónikus izűleti fájdalmai miatt nem tudja tovább folytatni a versenyzést.
- Yvonne Meusburger (1983. október 3. Dornbirn, Ausztria) 1999-ben csatlakozott a profi teniszezők táborához. Legmagasabb világranglista-helyezését 2014-ben érte el, amikor a 37. volt. Egy egyéni WTA-tornagyőzelmet ért el. A Grand Slam tornákon a legjobb eredménye a 2014-es Australian Openen elért 3. kör. Az osztrák Fed-kupa-válogatott aktív tagja volt, 2001 és 2014 között 29 alkalommal játszott a csapatban. 2014. augusztusban határozta el visszavonulását, utolsó mérkőzését azonban 2015. januárban az Australian Openen játszotta, ott, ahol első alkalommal vett részt 2006-ban Grand Slam-tornán.
- Flavia Pennetta (1982. február 25. Brindisi, Olaszország), 18 éves korától, 2000 óta játszott a profik között. Legjobb egyéni világranglista-helyezését 2015. szeptember 28-án érte el, amikor a 6. helyen állt. Párosban 2011. február 28-án világelső volt. 2015-ben megnyerte a US opent, ezzel ő lett az első 30 éven felüli, és ő az első olasz versenyző, aki US Opent nyert.A 2011-es Australian Open megnyerése révén párosban is rendelkezik Grand Slam-győzelemmel,  emellett még kétszer szerepelt a US Open páros döntőjében, 2005-ben és 2014-ben. Pályafutása során 11 egyéni és 17 páros tornagyőzelmet szerzett, és 4 Fed-kupa versenyen képviselte Olaszországot. A 2015-ös szezon végén történő Visszavonulását a US Open megnyerése után jelentette be. Utolsó mérkőzését a 2015-ös WTA Finals tornán játszotta.
- Kszenyija Pervak (1991. május 27. Cseljabinszk, Oroszország), 2005-ben vált profi versenyzővé, legjobb világranglista eredményét 2011. szeptemberben érte el, amikor a 37. volt. Párosban a legjobb helyezése a 123., amelyet 2012. januárban ért el. Egy egyéni WTA-tornagyőzelmet szerzett. 2011-ben a 4. körig jutott a wimbledoni teniszbajnokságon. 9 egyéni és 3 páros ITF-tornagyőzelemmel rendelkezett. Visszavonulását krónikus sérülések miatt a 2015. évi szezon végén jelentette be.
- Lisa Raymond (1973. augusztus 10. Norristown, USA), 1989 óta játszott a profik között. Legjobb egyéni világranglista-helyezése a 15. volt, amelyet 1997. október 20-án ért el. Párosban 2000. június 12-én a világranglista 1. helyén állt. 11 Grand Slam-tornagyőzelmet szerzett, hatot párosban, ötöt vegyes párosban, emellett egyéniben négy WTA-tornán szerezte meg az első helyet. Negyeddöntős volt az Australian Openen és Wimbledonban. Egyike annak a néhány versenyzőnek, akinek párosban sikerült a karrier Grand Slam elérése. Párospartnerei olyan legendás nevek voltak, mint Lindsay Davenport, Martina Navrátilová és Rennae Stubbs, valamint Samantha Stosur, Květa Peschke, Cara Black, Liezel Huber és mások. Vegyes párosban partnere volt Mike Bryan, akivel a 2012. évi nyári olimpiai játékokon bronzérmet szerzett. Utolsó mérkőzését a 2015-ös US Openen játszotta.
- Chanelle Scheepers (1984. március 13. Harrismith, Dél-Afrika), 200 óta játszott a profik között. Legjobb egyéni világranglista eredménye a 37. volt 2011-ben. Párosban a 42. helyet szerezte meg 2014-ben. Pályafutása során egy egyéni és egy páros WTA-tornagyőzelmet szerzett. A Grand Slam-tornákon a legjobb eredménye egyéniben egy negyedik kör a 2010-es Roland Garroson, párosban az elődöntőbe jutott a 2013-as wimbledoni teniszbajnokságon. Visszavonulását 2015. áprilisban, 31 éves korában jelentette be, és edzőként folytatja pályafutását.

## Visszatérők
Az alábbi versenyzők korábbi visszavonulásuk után 2015-ben újra versenybe szálltak:
- María José Martínez Sánchez (1982. augusztus 12. Murcia, Spanyolország), 1998-ban lett profi játékos, pályafutása során öt egyéni és 16 páros WTA-tornagyőzelmet ért el, emellett 12 egyéni és 22 páros tornagyőzelmet szerzett ITF-versenyeken.   2010. május 10-én az egyéni világranglista 19. helyén állt, párosban a legjobb helyezése a 2010. januárban elért 5. helyezés. A Grand Slam-tornákon hat alkalommal jutott a 3. körbe, és a mind a négy tornán sikerült ezt az eredményt elérnie. Párosban három alkalommal volt elődöntős: 2010-ben és 2012-ben a Roland Garroson és 2012-ben a US Openen. 2009-ben Nuria Llagostera Vives partnereként megnyerte az évvégi világbajnokságot, WTA Tour Championships tornát. Gyermeke megszületése után a Miami Open páros versenyén szerepelt ismét WTA-tornán Vera Dusevina partnereként.
- Marosi Katalin (1979. november 12. Gyergyószentmiklós, Románia), 1995-től versenyzett a profik között. Legjobb világranglista eredménye egyéniben a 101. (2000. májusban), párosban a 38. volt 2013. februárban. Párosban három WTA-tornán szerepelt a döntőben, amelyek mindegyikét elvesztette, de 15 egyéni és 31 páros tornagyőzelmet ért el ITF-versenyeken.  Két év kihagyás után páros versenyen tért vissza a Katowice Openen,  Okszana Kalasnikova partnereként.
- Anastasija Sevastova (1990. április 13. Liepāja, Lettország), 2006-tól volt profi versenyző, 2013-ban vonult vissza. Egyéni legjobb helyezése a világranglistán a 37. volt. Egy egyéni WTA-tornagyőzelmet szerzett. A Grand Slam-tornákon legjobb eredménye a 2011-es Australian Openen elért negyedik kör volt. A versenyzésbe szabadkártyával tért vissza a Sharm-El Sheikben rendezett ITF $10,000 dolláros tornán január 26-án.
- Amra Sadiković (1989. május 6. Prilep, Jugoszlávia), 2007 és 2014 között játszott a profik között. Egyéniben a legjobb ranglista helyezése a 179. hely volt. ITF versenyeken nyolc egyéni és 11 páros győzelmet aratott. Grand Salm-tornákon legjobb eredménye a 2013-as US Openen elért 2. kör volt. A versenyzésbe szabadkártyával tért vissza Essenben, egy $25,000 dolláros ITF-versenyen június 8-án.
- Patty Schnyder (1978. december 14. Basel, Svájc), 1994-től 2011-ig versenyzett a profik között. Legjobb világranglista-helyezését 2005-ben érte el, amikor a 7. helyen állt. 11 WTA-tornán győzött, elődöntős volt a 2004-es Australian Openen, és kétszer negyeddöntős a Roland Garroson, valamint a US Openen. A Darmstadtban rendezett ITF-tornán tért vissza.[5]

## Díjazottak
- Az év játékosa:  Serena Williams
- Az év párosa:  Martina Hingis és  Szánija Mirza
- Az év felfedezettje:  Daria Gavrilova
- A legtöbbet fejlődött játékos:  Bacsinszky Tímea
- Az év visszatérő játékosa:  Venus Williams
- Karen Krantzcke sportszerűségi díj:  Petra Kvitová
- Peachy Kellmeyer Player Service díj:  Lucie Šafářová
- Az év legjobb Premier Mandatory tornája:  BNP Paribas Open
- Az év legjobb Premier 5 tornája:  Dubai Tennis Championships
- Az év legjobb Premier tornája:  Porsche Tennis Grand Prix
- Az év International tornája:  Abierto Mexicano Telcel (Amerika),  Swedish Open (Európa/Közel-kelet),  ASB Classic (Ázsia/Óceánia)
- Az év kedvenc játékosa (szurkolói díj):  Agnieszka Radwańska
- Az év legjobb mérkőzése (szurkolói díj):  Agnieszka Radwańska vs.  Garbiñe Muguruza, WTA Finals
- Az év Grand Slam mérkőzése (szurkolói díj):  Viktorija Azaranka vs.  Angelique Kerber, US Open